# Prunggahan Kulon
Prunggahan Kulon is een bestuurslaag in het regentschap Tuban van de provincie Oost-Java, Indonesië. Prunggahan Kulon telt 14.436 inwoners (volkstelling 2010).